# لودویگ مایدنر
لودویگ مایدنر (به آلمانی: Ludwig Meidner) (زاده ۱۸ آوریل ۱۸۸۴ – درگذشته ۱۴ مه ۱۹۶۶) نقاش و چاپگر آلمانی بود که در برنشتات، سیلسیا متولد شد. او از هنرمندان فعال در جنبش اکسپرسیونیست آلمان و از اعضای گروه نوامبر بود. تعداد زیادی از آثار مایدنر در کمپین هنر منحط نازی‌ها، از موزه‌ها و مجموعه‌های عمومی مصادره شد و ناچار شد در سال ۱۹۳۹ به لندن مهاجرت کند اما در آنجا هم توفیقی نیافت و پس از تحمل فقر و تبعید در سال ۱۹۵۳ به آلمان بازگشت. تأثیرات امپرسیونیسم و پست امپرسیونیسم را می‌توان در کارهای اولیه مایدنر مشاهده کرد که به مرور به نوعی اکسپرسیونیسم افراطی با موضوعات اجتماعی قوی تبدیل می‌شود. تحریف در شکل و تغییر در تناسب‌های طبیعی در بسیاری از آثار او رواج دارد. شهرت او به صورت ویژه برای مجموعه «مناظر آخرالزمانی» (به آلمانی: Apokalyptischen Landschaften) است که دیدگاه‌های او را از آلمان در جریان جنگ جهانی اول نشان می‌دهد.

## زندگی حرفه ای

### آموزش آکادمیک
مایدنر تحصیلات ابتداییش را در مدرسه ای در شهر کاتوویتسه گذارند. در سال ۱۹۰۳ وارد آکادمی هنر برسلاو شد و ۲ سال بعد در سال ۱۹۰۵ آنجا را به مقصد برلین ترک کرد تا در استودیو هرمان استروک به تحصیلش ادامه دهد. یک سال بعد به پاریس رفت و بین سال‌ها ۱۹۰۶ تا ۱۹۰۷ در آتلیه کرومان و آکادمی ژولیان به یادگیری اصول طراحی و نقاشی پرداخت. در آنجا بود که او با هنر پیکاسو، گوگن و انسور آشنا و با آمادئو مودیلیانی دوست شد.

### پیش از جنگ
مایدنر در سال ۱۹۱۲ مجموعهٔ «مناظر آخرالزمانی» (به آلمانی: Apokalyptischen Landschaften) را طراحی کرد نشان دهنده افراط در سبک او بود و موجب شهرت او شد. و در همین سال، به همراه ریچارد جانتور و یاکوب اشتاینهارت گروه «رقت‌انگیز» (به آلمانی: Die Pathetiker) را بنا نهاد اما تنها پس از برگزاری یک نمایشگاه، این گروه در همان سال منحل شد. با این وجود او به کار رو مجلات اکسپرسیونیستی ادامه داد.
تأثیرات امپرسیونیسم و پست‌امپرسیونیسم را می‌توان در آثار اولیه مایدنر مشاهده کرد. از سال ۱۹۱۲ به بعد سبک بیانی و پویا او تحت تأثیر کوبیسم و فوتوریسم قرار گرفت. موضوع اصلی او در این زمان زندگی پر هیجان شهری بود که در نقاشی‌ها، طراحی‌های پویا و گرافیک‌ها (مانند نمونه کارها خیابان‌ها و کافه‌ها) به تصویر کشیده شد. مادینر در این باره میگوید: "بیایید دنیای شهریمان را همانطور که هست نقاشی کنیم! خیابان‌های پر هیاهو، ظرافت پل‌های معلق آهنی، گازسنج‌های آویزان در کوه‌های ابرهای سفید، رنگ‌های خروشان اتوبوس‌ها و لوکوموتیوهای سریع السیر، سیم‌های تلفن در حال تاب خوردن ... شب شهر بزرگ" 
در پاییز ۱۹۱۳، مایدنر با ارنست ویلهلم لوتز(شاعر) ملاقات کرد و در آوریل ۱۹۱۴ به همراه او به استودیویی در درسدن نقل مکان کرد. مرگ زود هنگام او در نبرد تاثیر فراوانی بر مایدنر گذاشت. محتملا همین تاثیرات باعث شد که او مجموعه جنگ (به آلمانی: Krieg) را اجرا کند. در حالی که در سال های ابتدایی جنگ هنوز افکار مثبتی نسبت به آن در آلمان وجود داشت، این مجموعه تصویری تاریک و انتقادی از آن روزگار ارائه می کرد.

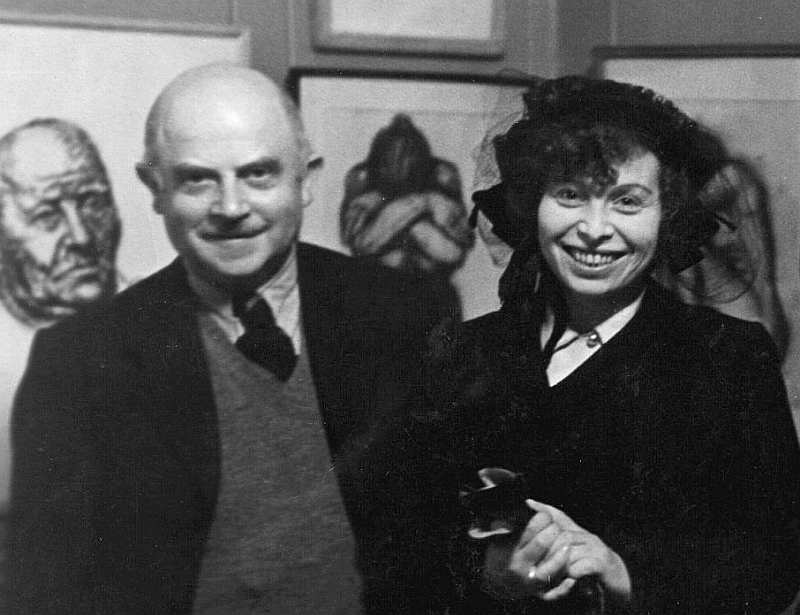
لودویگ میدنر با همسرش الس میدنر در افتتاحیه نمایشگاه مشترک در گالری بن اوری (جزئیات)، 1949

### جنگ جهان اول
با شروع اولین جنگ جهانی مایدنر به عنوان مترجم وارد ارتش شد و بین سال های ۱۹۱۶ تا ۱۹۱۸ در اردوگاه اسیران جنگی مرزدورف (کوتبوس) خدمت کرد. در همین زمان او چندین متن اکسپرسیونیستی به نثر و نظم نوشت که از آنها می توان به اشک ماه سپتامبر (به آلمانی: Septemberschrei) اشاره کرد.